# Donnas
Donnas (valle d'aostai patois dialektusban Donuás ,1939 és 1946 között neve olaszosítva Donas, walser nyelven Dunaz) egy község Olaszországban, Valle d’Aosta régióban.

## Elhelyezkedése

Donnas község Valle d'Aosta térképén